# Methuselah (Dattelpalme)

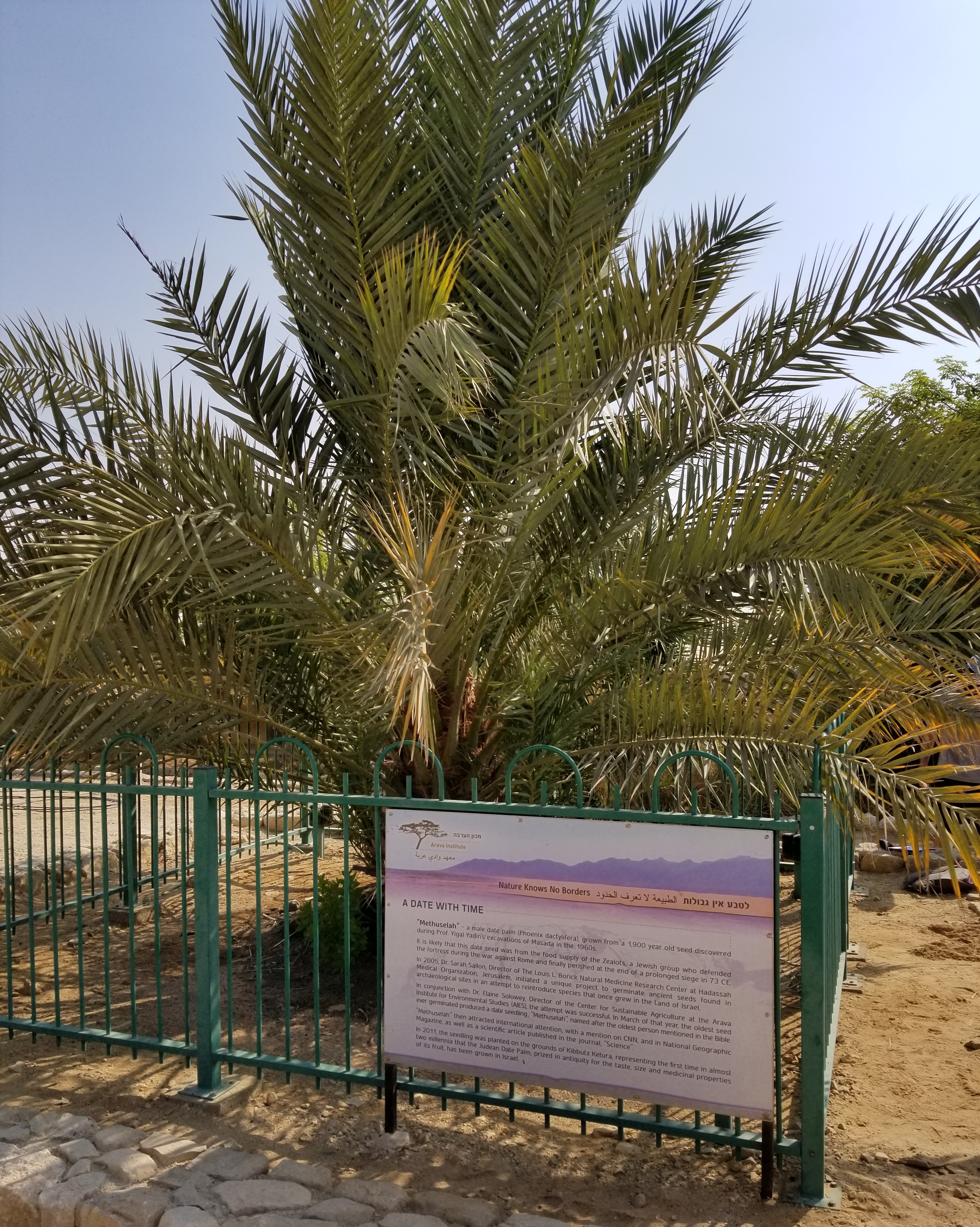
Methuselah im Kibbutz Ketura

Methuselah (englisch für Methusalem), auch Judäische Dattelpalme, ist der Name einer männlichen Dattelpalme (Phoenix dactylifera), die 2005 aus einem rund 2000 Jahre alten Samen gezogen wurde, der 1963 bei Ausgrabungen im antiken Masada in Israel gefunden worden war.

## Samenfund

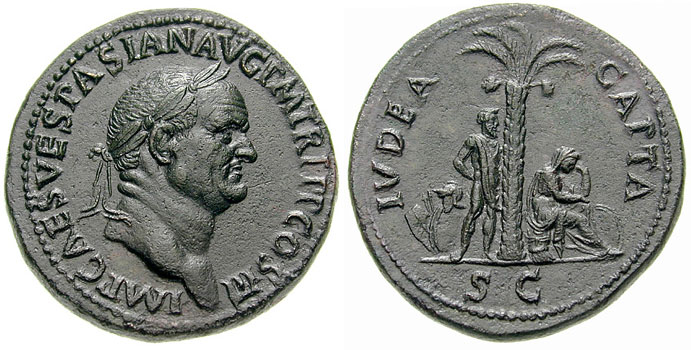
Münzprägung des Vespasian anlässlich seines Sieges über die Makkabäer mit einer Dattelpalme und der Umschrift IVDEA CAPTA (Judäa ist eingenommen)

In der Antike war die Judäische Dattelpalme ein in Palästina verbreiteter Kulturbaum und ihre Früchte wurden von griechischen und römischen Historikern ausführlich beschrieben und ihre Qualitäten gepriesen, beispielhaft von Plinius dem Älteren in seiner Naturgeschichte, der besonders die Datteln aus Jericho und vom Toten Meer lobte. Der jüdisch-hellenistische Historiker Flavius Josephus beschrieb in seinem Werk über den Jüdischen Krieg, dass die Aufständischen große Mengen an Datteln als Vorräte in ihren Festungen horteten. Im Jahr 1963 begannen archäologische Ausgrabungen in der Umgebung des Palastes Königs Herodes in der Festung von Masada, die im Jüdischen Krieg als letzte Bastion der aufständischen Makkabäer im Jahr 73 n. Chr. den Römern in die Hände gefallen war. Archäologen der Bar-Ilan-Universität Tel-Aviv entdeckten dabei ein intaktes Tongefäß, in dessen Inneren sich mehrere Dattelpalmensamen fanden, deren Ursprung auf Basis der Kohlenstoffdatierung in den Zeitraum zwischen 35 v. Chr. und 65 n. Chr. geschätzt wurde. Die Samen fanden zunächst keine größere Beachtung und wurden über die nächsten 40 Jahre in einem Gefäß im Archäologischen Institut aufbewahrt.

## Aussaat und Keimung
Ende Januar 2005 beschloss die Landwirtschaftsexpertin des Arava-Institutes für Umweltstudien, Elaine Solowey, drei der eingelagerten Samen auszupflanzen.
Zur Vorbereitung wurden die Samen zuerst in warmem Wasser eingeweicht, um die äußere Hülle aufzuweichen, dann in einem sauren Hormonbad und anschließend in einer aus Algen gewonnenen enzymatischen Nährstofflösung gegeben. Sechs Wochen später spross von diesen drei Samen einer. Der Keimling erhielt den Namen „Methuselah“, nach dem ältesten Mann der Bibel, dem Großvater Noahs, und befand sich anfangs in sehr schlechtem Zustand. Die ersten beiden Blätter waren mutmaßlich aufgrund von Nährstoffmangel sehr flach und blass. „Aber das Dritte sah aus wie ein Dattelblatt mit Linien und seitdem hat jedes mehr und mehr normal ausgesehen – als ob es schwer gewesen wäre, aus dem Samen herauszukommen“, so Solowey. Der Keimling wurde dann von Mitarbeitern des Jerusalemer Louis L. Borick Natural Medicine Research Center in den Räumen des Arava-Institutes im Kibbutz Ketura in kontrollierter Umgebung ausgepflanzt.
Nach monatelanger, sorgfältiger Handaufzucht des Keimlings wurde der Setzling in den Garten des Institutes ausgepflanzt. Dort bildete er im Jahr 2011 zum ersten Mal Blütenstände. Seitdem ist es sicher, dass es sich um ein männliches Exemplar handelt. Dies bedeutet, dass die Pflanze keine Früchte tragen kann. Allerdings wurde bestätigt, dass ihr Pollen heutige weibliche Dattelpalmen befruchten kann.

## Weitere Entwicklung
In der Folge wurden weitere Samen aus verschiedenen Fundstätten rund um das Tote Meer zur Aussaat gebracht. Von 32 gepflanzten Samen keimten sechs, die später die Namen Adam, Jonah, Uriel, Boaz, Judith und Hannah erhielten. Adam, Jonah und Hannah wurden bis 2020 zu Methuselah in die Außenanlagen des Kibbutz Ketura gepflanzt, wo sie besichtigt werden können. Hannah blühte im selben Jahr. Die Blüten wurden mit Pollen von Methuselah bestäubt. Die so erzeugten gemeinsamen Früchte wurden von Hannah getragen und waren im Herbst 2020 sichtbar. Israelnetz berichtete dazu am 15. September 2020: „Ein großer Forschungserfolg: Am Freitag haben israelische Wissenschaftler die ersten Datteln von Palmen verkostet, die sie aus 2.000 Jahre alten Kernen züchteten.“

## Zitat
“[W]ithin a 2,000-year-old seed, a germ of life was still alive, waiting, waiting, waiting for the right conditions to wake, like Rip Van Winkle, into a strange and different world”

„In einem 2000 Jahre alten Samen war ein Keim des Lebens noch lebendig, wartend, wartend, wartend auf die richtigen Bedingungen um aufzuwachen, wie Rip Van Winkle, in einer fremden und anderen Welt.“